# Ладьино
Ладьино́ — село (официально числится деревней) в Торжокском районе Тверской области. Административный центр Ладьинского сельского поселения.
Находится в 40 км к югу от города Торжка, на реке Шостка.

## История
В конце XIX-начале XX века село Ладьино относилась к одноимённому приходу Дарской волости Старицкого уезда Тверской губернии. В 1859 году в селе 33 двора, 275 жителей, 2 церкви.
В 1914 году населения в Ладьинском приходе — 1271 житель (село Ладьино и деревни Жеротино, Еменово, Сакулино, Старое Богатырево, Новое Богатырево, Бернишино).
В 1941 году 21.10 оккупирована немецко-фашистскими войсками, освобождена 30.12.1941.
В 1997 году — 147 хозяйств, 372 жителя. Администрация сельского округа, правление совхоза «Ладьино», неполная средняя школа, Дом досуга, библиотека, магазин.

## Население
| 1859 | 1886 | 1992 | 2002 | 2010 |
| ---- | ---- | ---- | ---- | ---- |
| 275  | ↘273 | ↗359 | ↘296 | ↘285 |

## Инфраструктура
- МУ «Администрация Ладьинского сельского поселения»
- ООО «Шостка»
- МОУ «Ладьинская основная общеобразовательная школа»

## Достопримечательности
- Комплекс усадьбы Казнаковых XIX века (главный дом, флигель, Покровская церковь, хозяйственные постройки). Пруд с плотинами и парк.
- Братская могила советских воинов. Всего похоронено 168 человек (1941—1942), из них известны имена 37.

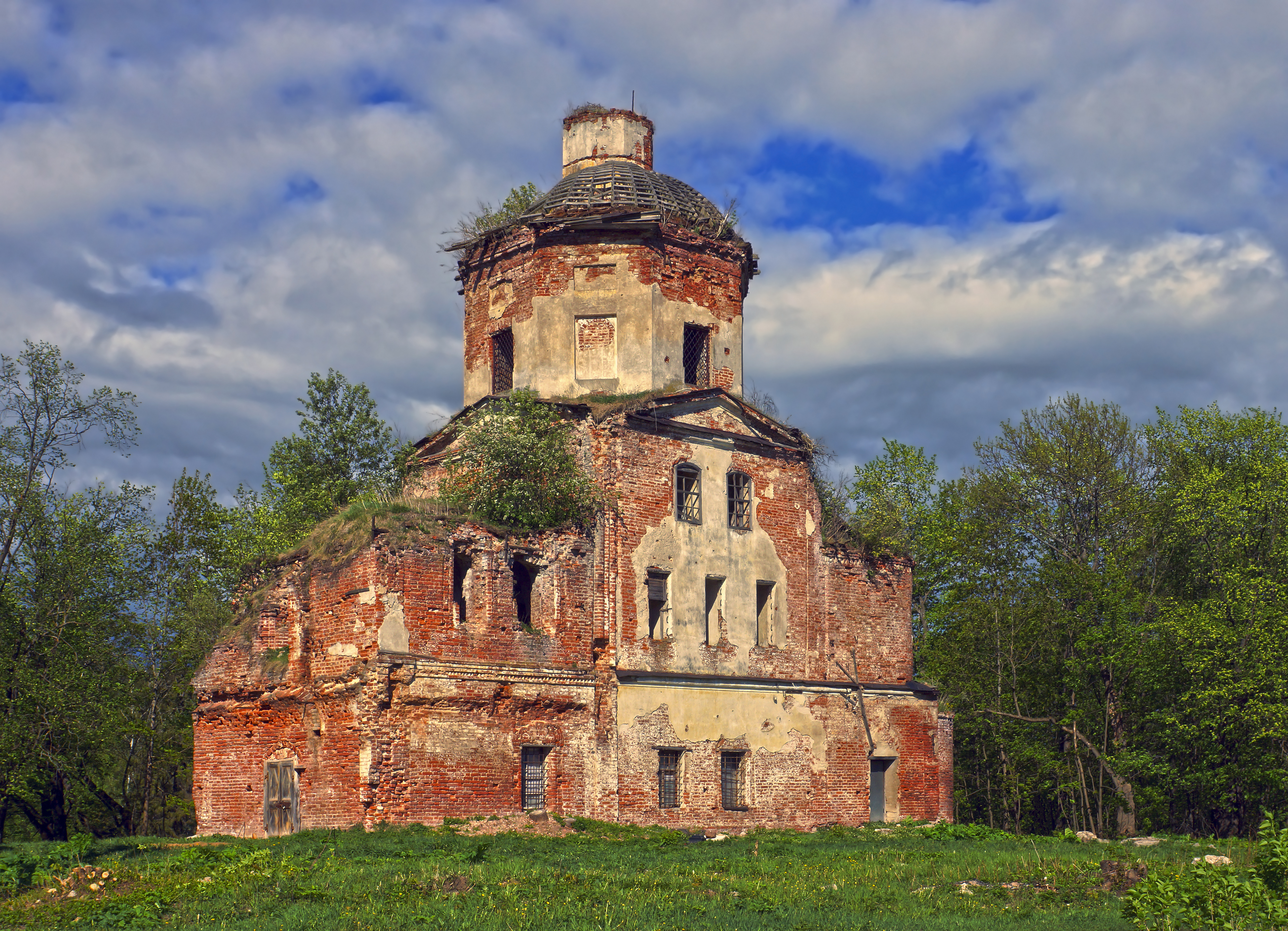
Покровская церковь
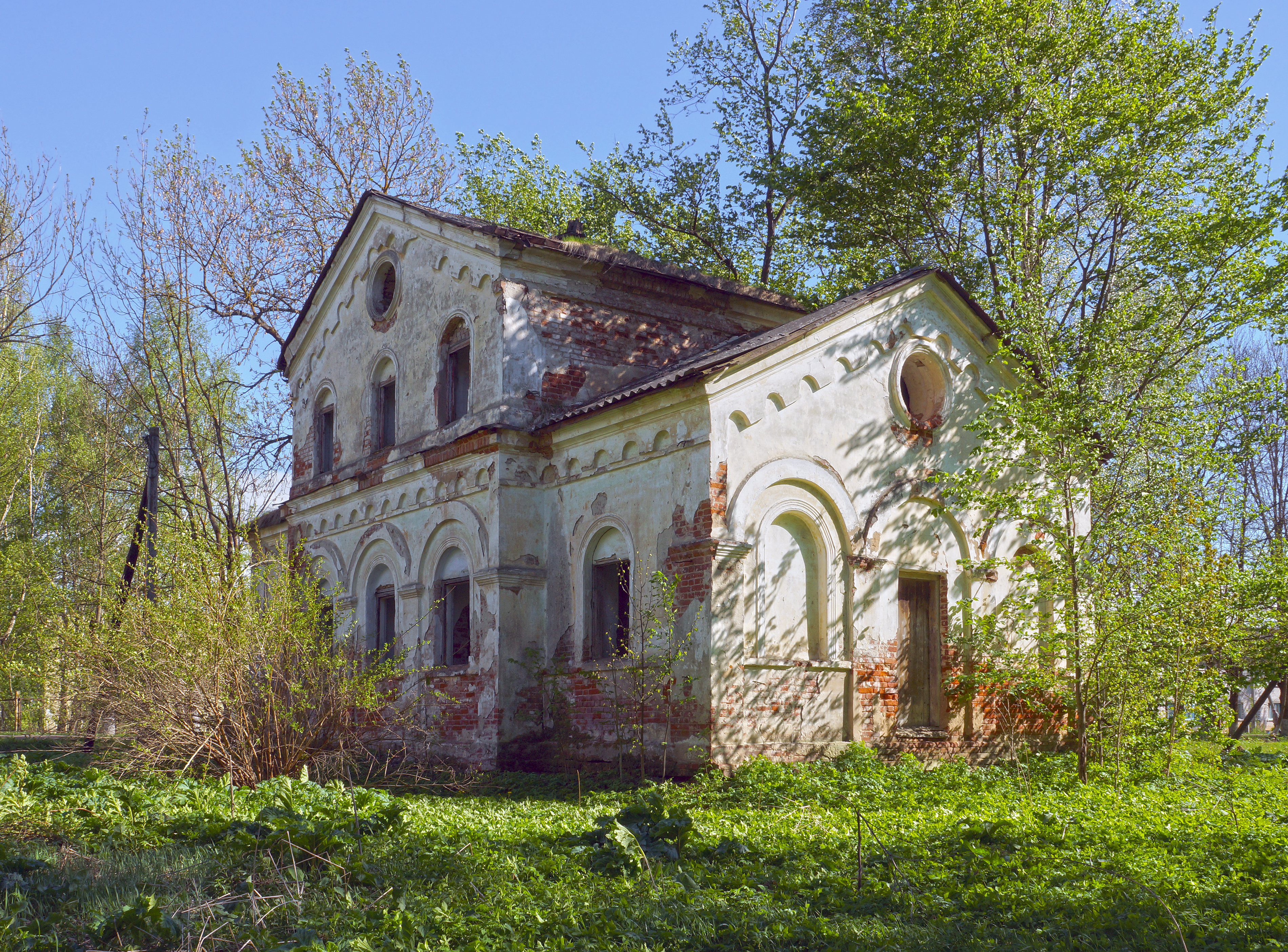
Флигель усадьбы
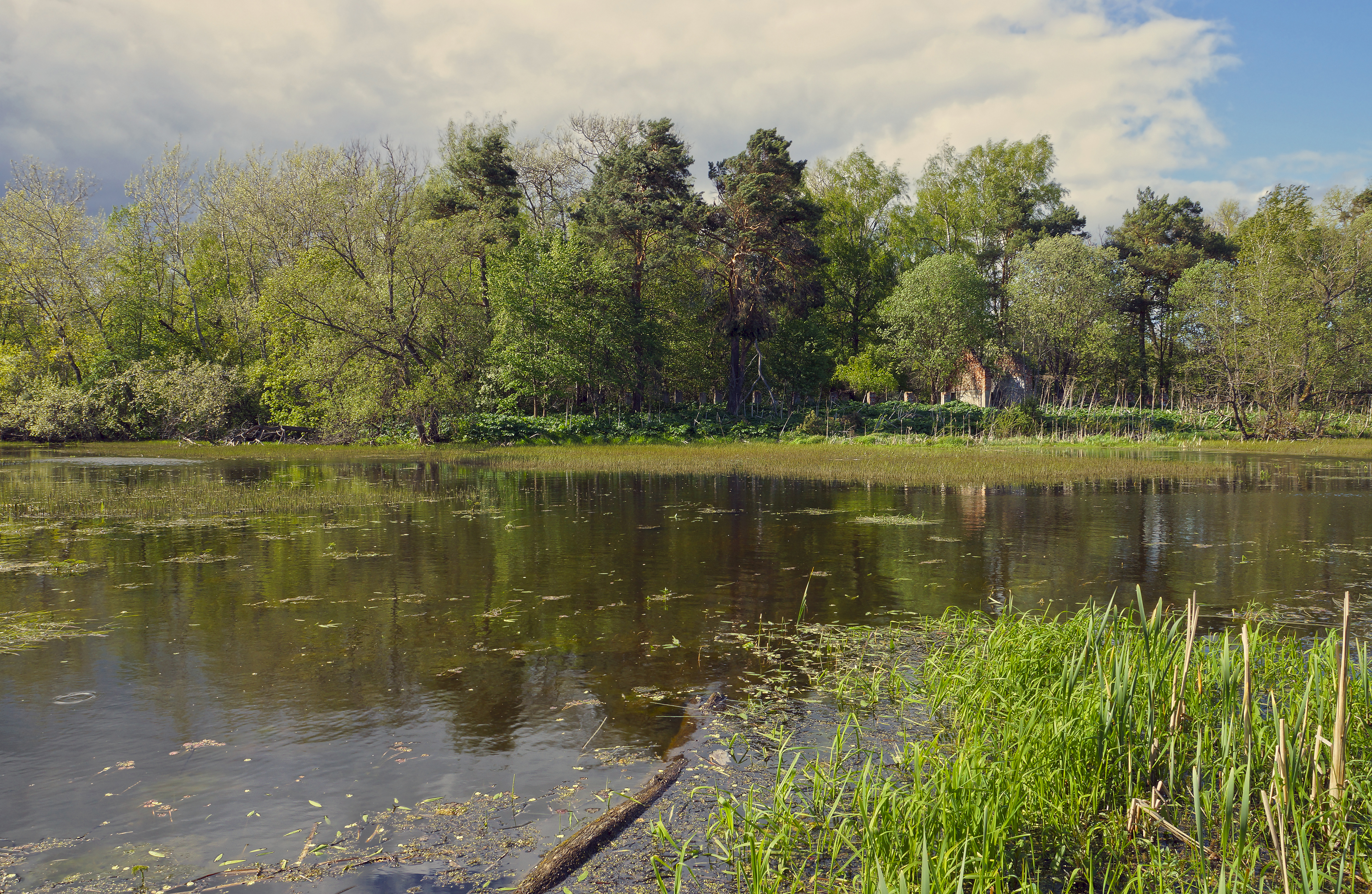
Пруд усадьбы